# Gastronomia de Macau

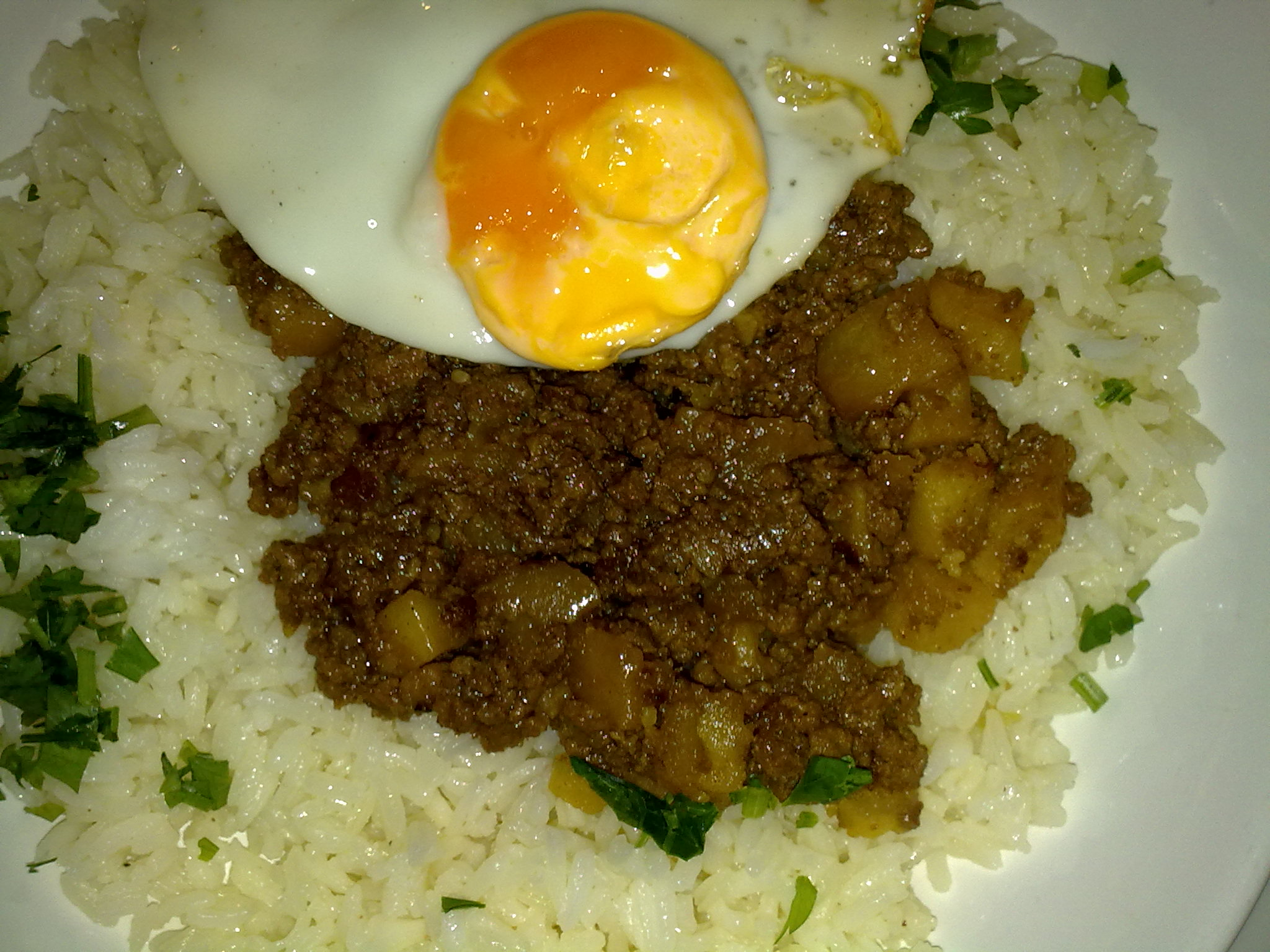
Minchi, un dels plats més populars.

La gastronomia de Macau és exclusiva de la ciutat de Macau, i consisteix en una fusió de cuina del sud de la Xina (especialment de cuina cantonesa) i de cuina portuguesa, amb influències significatives del sud-est asiàtic i de tota la lusofonia; tanta és la influència d'aquestes zones que hi ha autors que la descriuen com un reflex de la interacció històrica d'aquests territoris a Macau. La cuina de Macau també ha estat molt influenciada per les cuines de Fujian o Chaozhou, per exemple en els plats canja de frango (pollastre) o peixe mandarin (peix).

## Orígens
Molts plats van originar-se a partir de les barreges d'espècies que les esposes dels mariners portuguesos empraven per a intentar fer els plats europeus que solien menjar. Els primers mariners portuguesos en arribar a Macau foren tots homes, i van començar a casar-se amb les dones d'allí; aquests van ensenyar-les a cuinar els plats típics portuguesos, però degut a la impossibilitat de trobar alguns ingredients, elles els substituïren per ingredients fàcils de trobar a Macau. A més a més dels ingredients locals, aquests plats també incloïen altres condiments europeus i de la resta de països lusòfons (Brasil, Angola, Moçambic, Cap Verd, parts de l'Índia, el sud-est asiàtic…).

## Menjars
Les principals tècniques per a cuinar inclouen el forn, el rostit o la cuina a la graella. El primer, poc emprat en la cuina xinesa, permet copsar la naturalesa eclèctica de la cuina de Macau, la qual és coneguda per la seva mescla de sabors, en tant que la cuina de Macau actual es pot considerar una de les cuines de fusió més antigues del món.
Generalment, el menjar de Macau és especiat amb diferents tipus d'espècies, com ara la cúrcuma, la llet de coco, la canyella o el bacallà (que aporta sal als plats). Entre els plats més coneguts es troben la galinha à portuguesa; la galinha à africana; el bacalhau (el tradicional bacallà salat de Portugal); el pato de cabidela; les gambes de Macau amb xili;el minchi; cranc fregit amb curri; orella de porc i amanida de papaia; estofat de conill en vi, canyella i anís estrellat etc. També les tapes són una part important de la cuina de Macau. L'snack més popular és la xulla de porc, i les postres més típiques són la llet de gingebre, els pastéis de nata i el pastís d'ametlla.

## Galeria

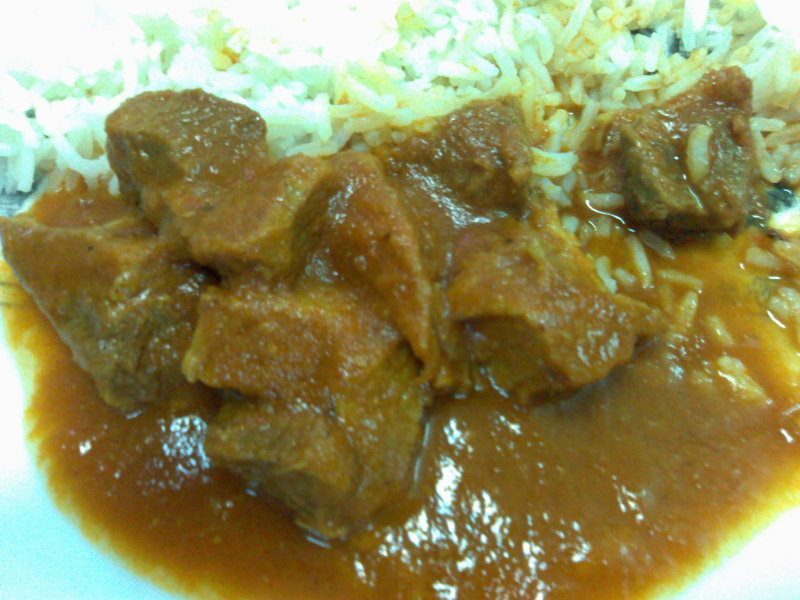
Balchão de porco
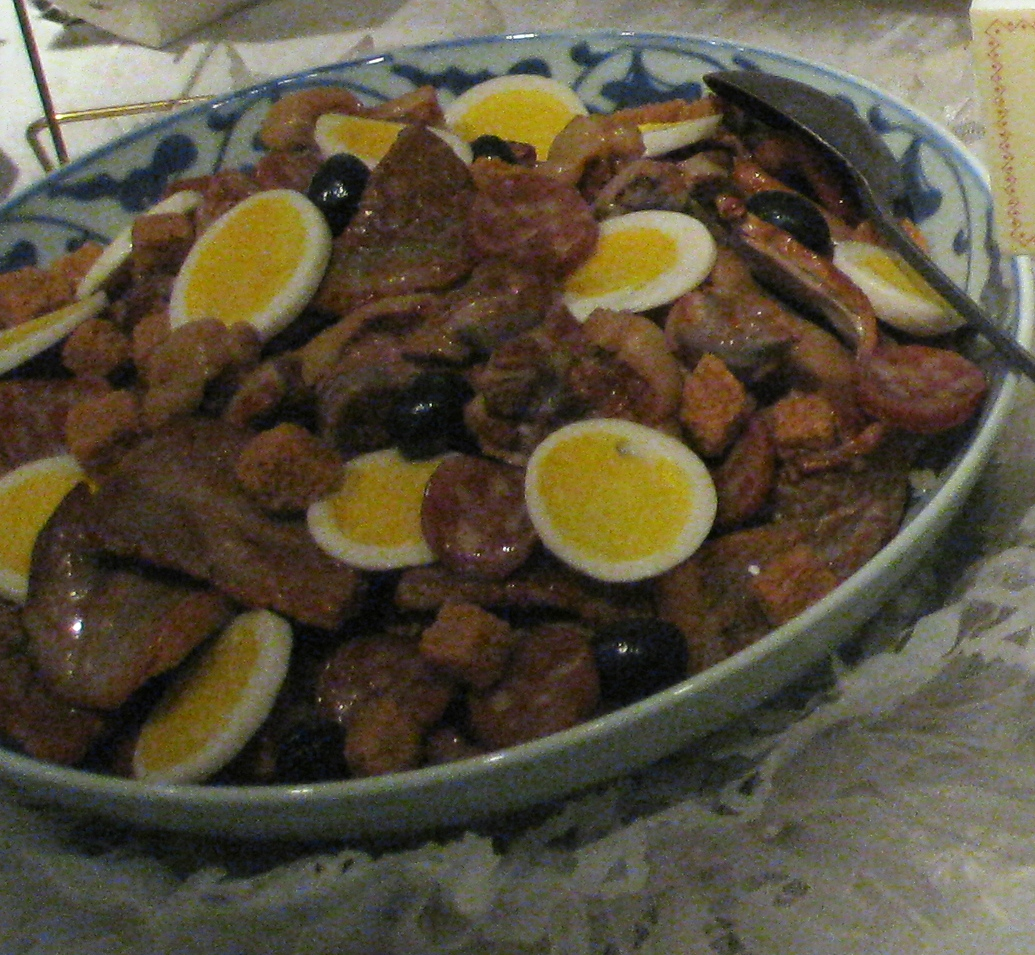
Arroz gordo
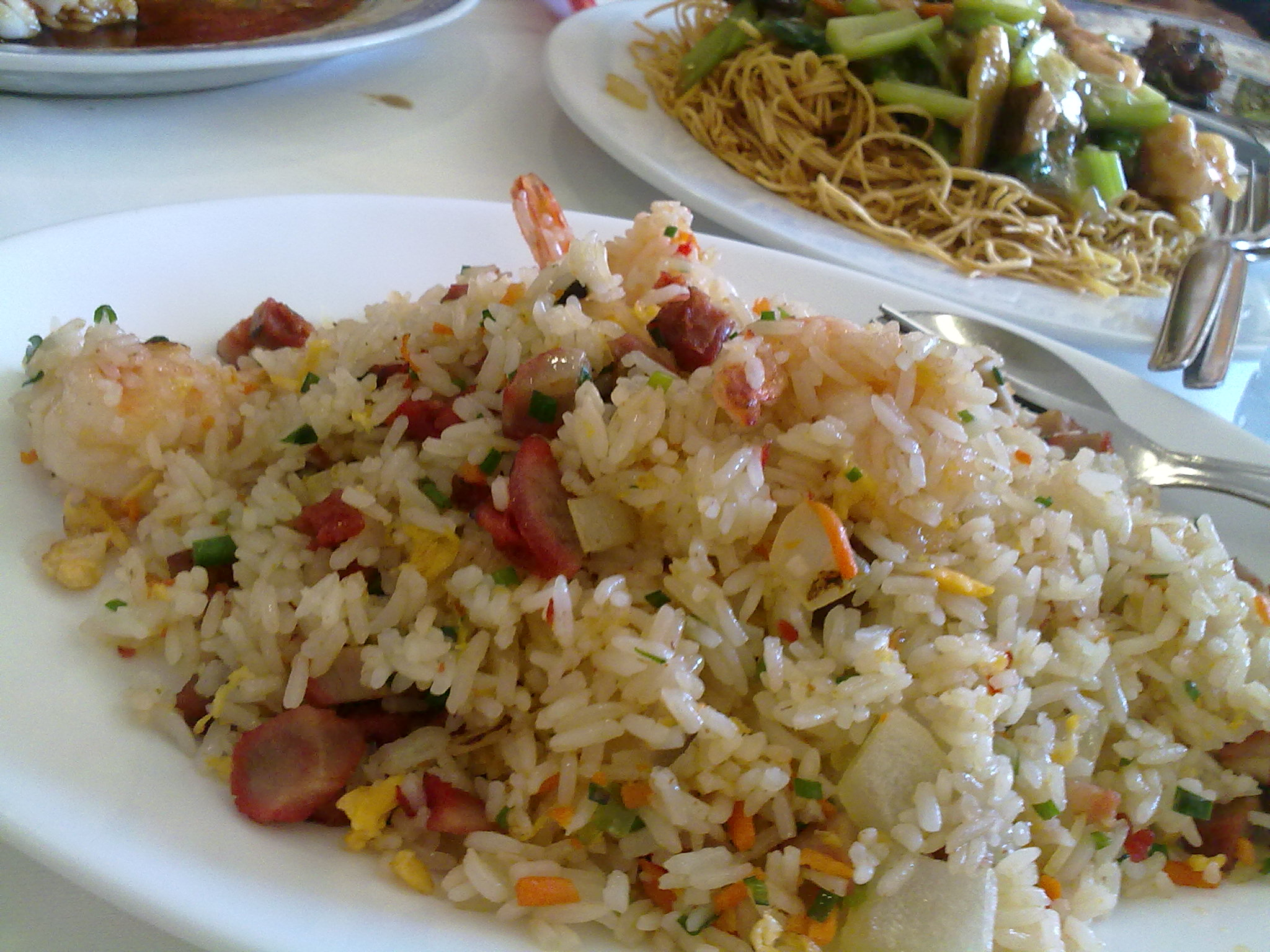
Arroz chau chau
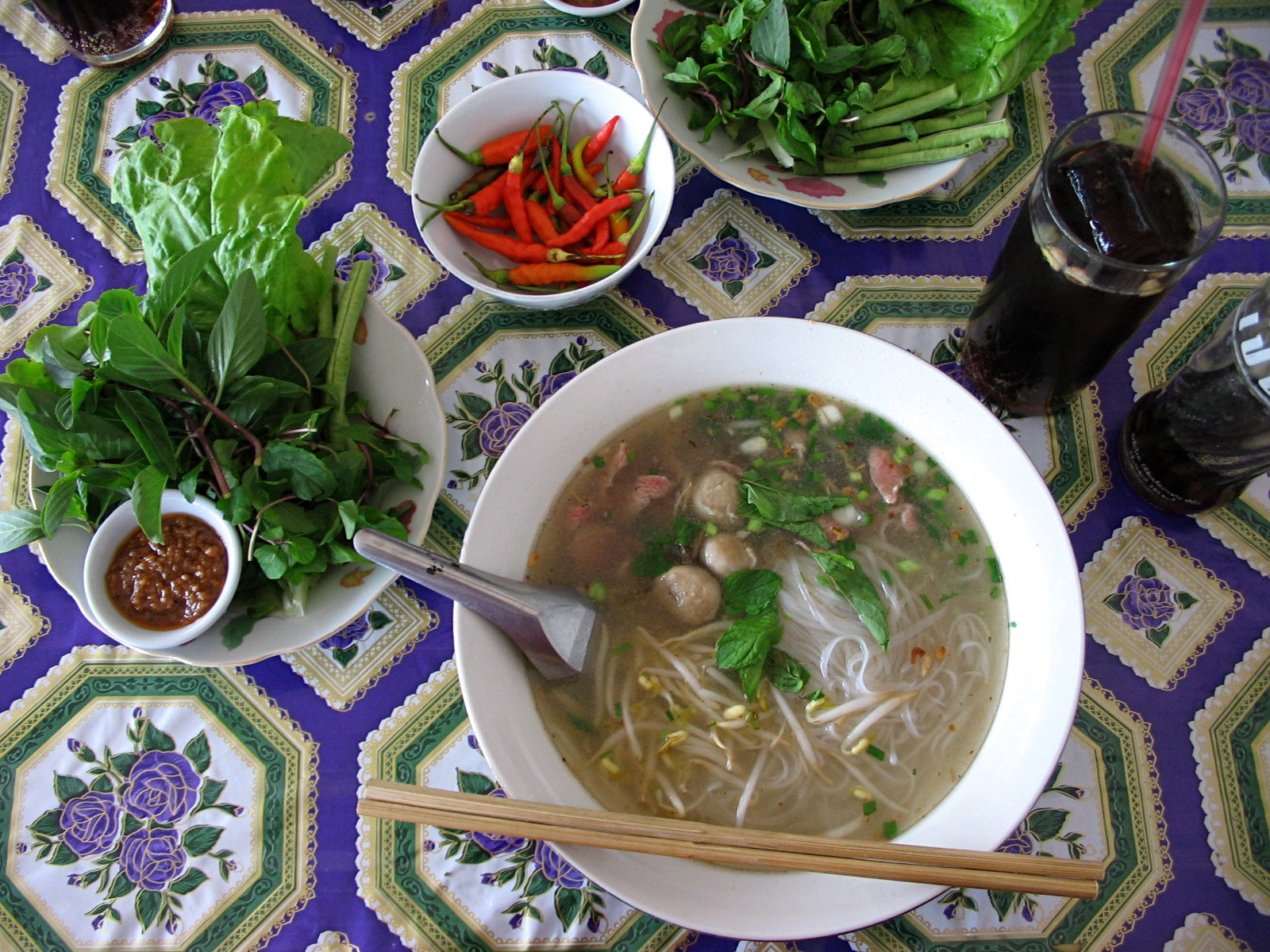
A sopa de fitas
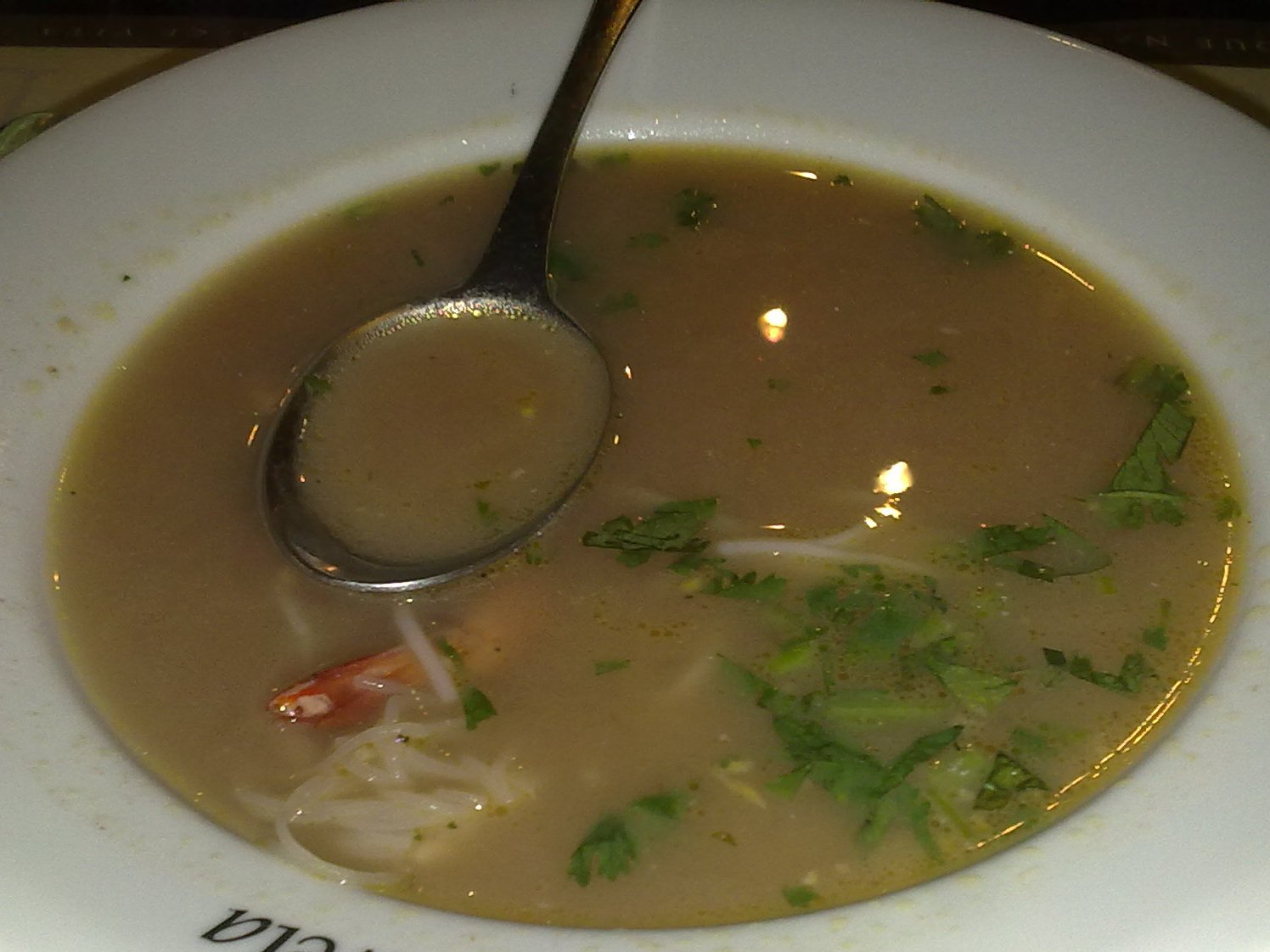
Sopa de lacassá
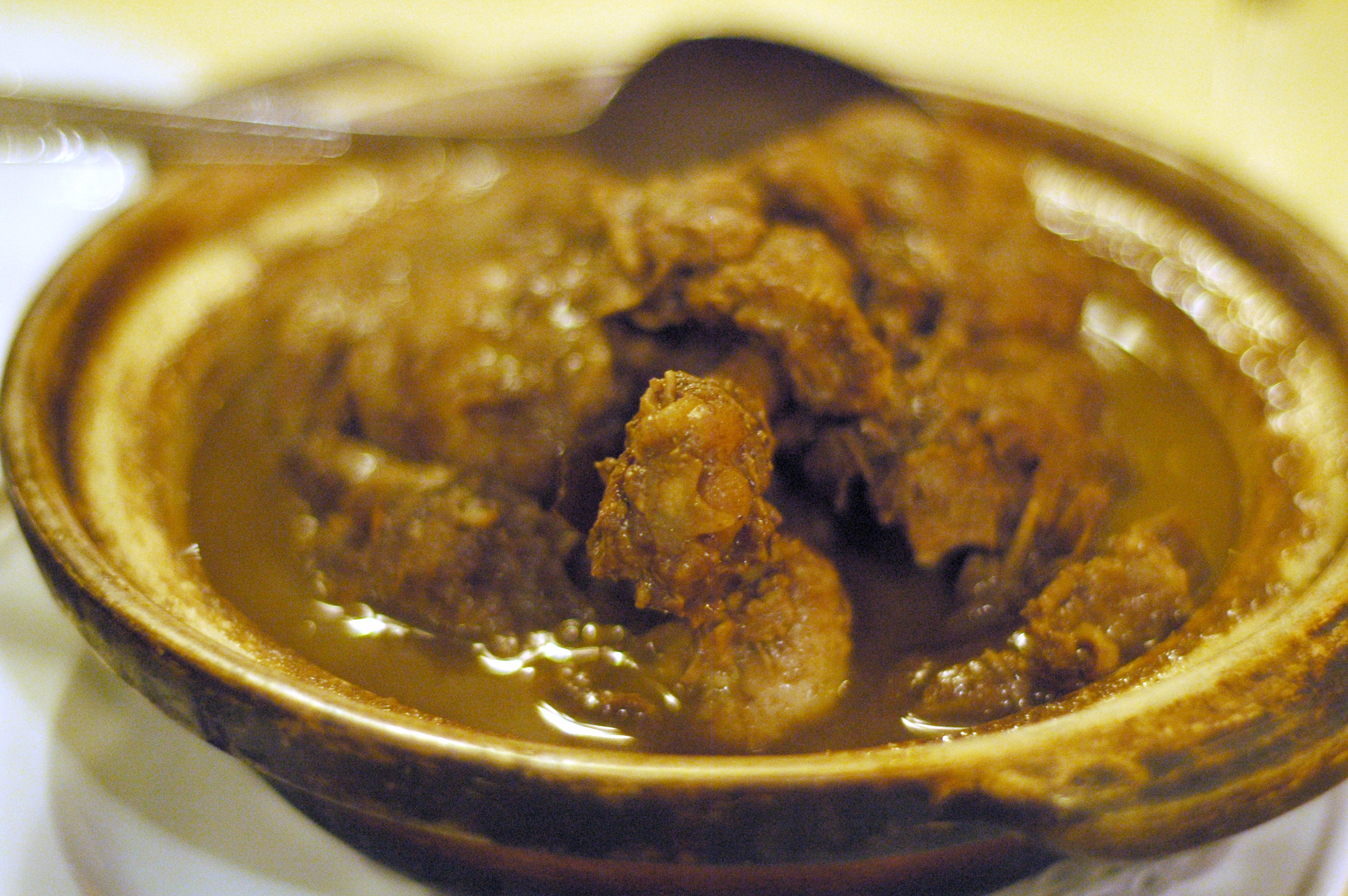
Pato de cabidela